# John Green (cầu thủ bóng đá, sinh năm 1894)
John A. Green (tháng 9 năm 1894 – 1966) là một cầu thủ bóng đá người Anh thi đấu ở vị trí inside right thi đấu ở Football League cho Wolverhampton Wanderers.